# Мужская сборная Кипра по хоккею на траве
Мужская сборная Кипра по хоккею на траве — мужская сборная по хоккею на траве, представляющая Республику Кипр на международной арене. Управляющим органом сборной выступает Федерация хоккея на траве Кипра (англ. Cyprus Hockey Association).
Сборная занимает (по состоянию на 6 июля 2015) 63-е место в рейтинге Международной федерации хоккея на траве (FIH).

## Результаты выступлений

### Чемпионат Европы (IV дивизион)
(EuroHockey Nations Championship IV, до 2011 назывался EuroHockey Nations Challenge II)
- 2005 — 4-е место[2]
- 2007—2009 — не участвовали
- 2011 — 4-е место[3]
- 2013 — [4]
- 2015 — 7-е место[5]
- 2017 — 4-е место
- 2019 — 4-е место

## Мировая лига
- 2016/17 — выбыла в 1-м раунде